# Edalorhina nasuta
Edalorhina nasuta es una especie de anfibio anuro de la familia Leptodactylidae. Es endémica del Perú, más concretamente en los departamentos de Pasco y Huánuco. La principal amenaza a su conservación es la tala del bosque para usos agrícolas.